# Sulcophanaeus faunus
Sulcophanaeus faunus là một loài bọ cánh cứng trong họ Bọ hung (Scarabaeidae).